# God (christendom)

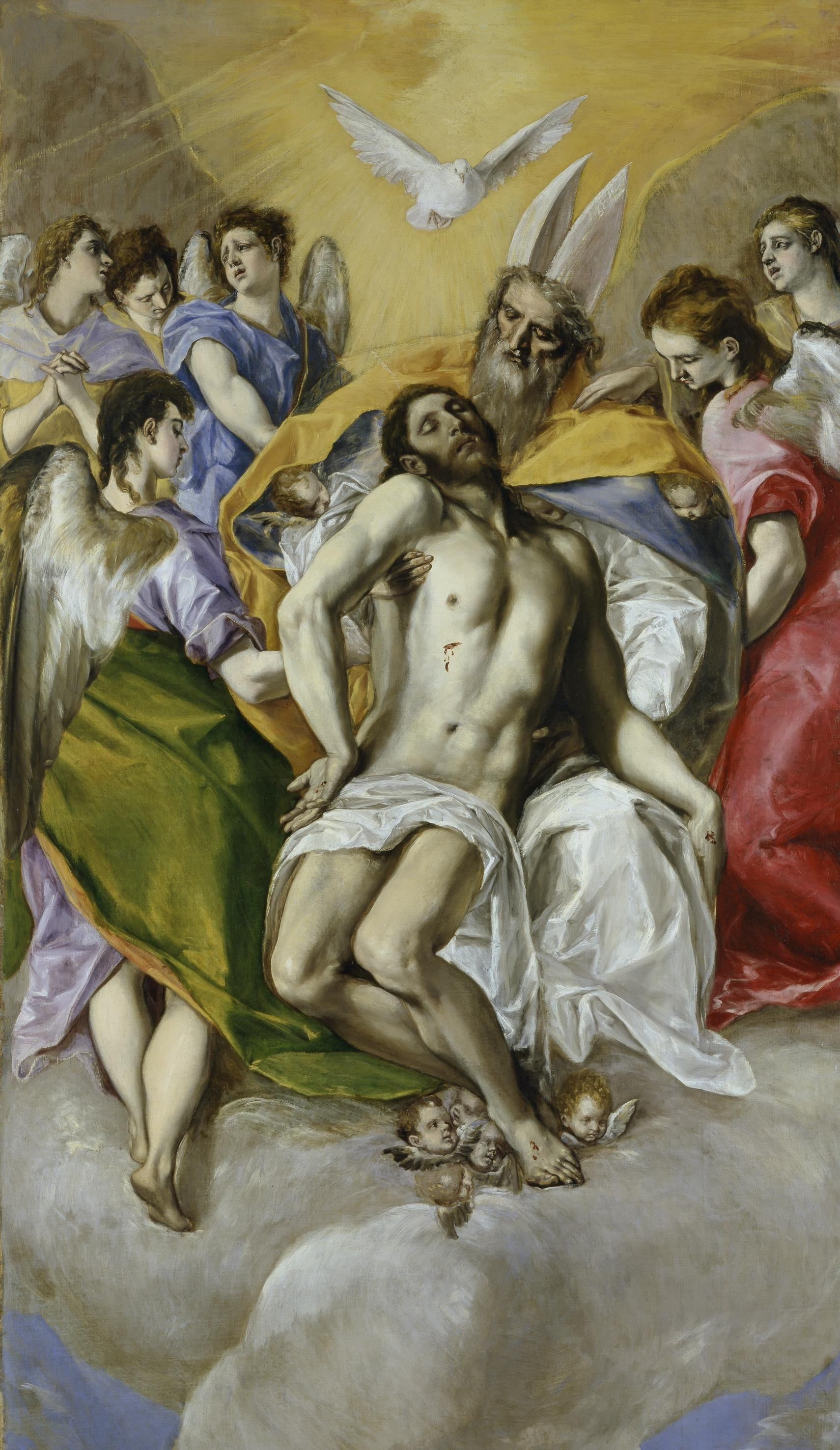
God de Vader, de Zoon en de Heilige Geest door El Greco

Binnen het christendom is God het eeuwig wezen, dat alle dingen schept en behoudt. De Bijbel en de christelijke traditie verwijzen naar God in persoonlijke termen, als iemand die is, spreekt, ziet, hoort, handelt en liefheeft. God wordt in de Bijbel beschreven als begaan met de mensen en hun heil.
De meeste christenen geloven dat God immanent is (wat betekent dat hij met en in alle dingen is), terwijl anderen geloven dat het plan van verlossing in de Bijbel aantoont dat hij later immanent zal zijn. De meesten geloven dat God gelijktijdig ook transcendent is. Dit betekent dat hij zich buiten ruimte en tijd bevindt en dus eeuwig is en niet veranderd kan worden door krachten in het universum.
Binnen een groot deel van het christendom is de Drie-eenheid een belangrijk dogma. Dit betekent dat er één God bestaat in drie goddelijke entiteiten: de Vader, de Zoon (Jezus Christus) en de Heilige Geest. Met name van belang is het standpunt dat Jezus God én mens is. Er zijn ook niet-trinitarische theologieën met een verschillende opvatting over de Vader, de Zoon en de Heilige Geest. Historisch was het arianisme hier een belangrijk voorbeeld van.

## Vroege christendom
De eerste fase van het vroege christendom wordt ook wel vroegchristelijk jodendom genoemd. De oergemeente in Jeruzalem bestond volgens Handelingen 2 vanaf het begin uit Joden en tot het jodendom bekeerde proselieten. Zij beschouwden zichzelf nog altijd deel van het jodendom en zij hielden zich aan de wet van Mozes en brachten offers in de Joodse tempel van Jeruzalem, de ontmoetingsplaats van de vroege christenen. Hun god was de God in het jodendom. Het verschil met de overige joden was dat de eerste christenen Jezus zagen als de messias.
Uit Paulus' theologie in het Nieuwe Testament spreekt zijn geloof in Jezus Christus als de goddelijke Zoon van God en de Verlosser van de mensheid. Zijn theologie was echter niet doorgewerkt inzake de bijzondere relatie tussen God en Jezus Christus en hij geloofde niet in een goddelijke Drie-eenheid.
In de vroeg-christelijke, heidens-christelijke fase kunnen twee grote groepen worden onderscheiden. Aan de ene kant waren er religieuze denkers die waren beïnvloed door het hellenisme, die een meer filosofisch opvatting van de nieuwtestamentische God hadden en die de menselijke rede als voldoende achtten om deze doctrines te begrijpen. Aan de andere kant waren er de gelovigen die zich ten minste gedeeltelijk baseerden op een aantal geherinterpreteerde joodse, en latere christelijke, openbaringen.

### Gnostiek
In de gnostiek is de hoogste God volledig transcendent. Hij is mannelijk noch vrouwelijk, persoonlijk noch onpersoonlijk. In de gnostiek waren ook de eerste mensen androgyn. Die God brengt zichzelf uit zichzelf voort en kan zich ontvouwen in andere goddelijke wezens. Deze God kan feitelijk alleen maar beschreven worden in termen van negatieve theologie, dus door te benoemen wat hij niet is. Dat gebeurde dan meestal in bewoordingen die kwaliteiten van God ontkennen zoals in termen dat hij on-zichtbaar, on-eindig en on-uitsprekelijk is. Deze god is in daad boven het aardse verheven. De mens kan tot hem opstijgen, maar hij bemoeit zich nauwelijks met aardse aangelegenheden.
In de gnostische mythologie wordt verhaald, dat in de goddelijke wereld, het pleroma,  een breuk plaatsvindt. Een van de goddelijke krachten, meestal Sophia, ook wel Pistis Sophia, wil uit zichzelf iets voortbrengen zonder de wetenschap van haar paargenoot en de Vader. Het gevolg is de misgeboorte van de demiurg, vaak Jaldabaoth genaamd. Die wordt door Sophia buiten het pleroma gestoten en wordt in de gnostiek vereenzelvigd met JHWH, de Hebreeuwse God van het Oude Testament. Hij heeft veel kracht aan zijn moeder onttrokken en dat stelt hem in staat de wereld en de mens te scheppen. De goddelijke wereld is echter in staat de mens te bezielen met een goddelijke vonk. De demiurg en zijn handlangers, archonten, trachten die vonk gevangen te houden in zijn lichamelijk omhulsel. De meeste gnostici hadden dan ook een negatieve waardering van het lichaam. Dat leidde bij sommige gnostische stromingen tot het bepleiten van rigoureuze vormen van ascese en afwijzen van seksualiteit en voortplanting.

### Proto-orthodoxie
In hun geschriften beschrijven proto-orthodoxe kerkvaders zoals Tatianus, Athenagoras van Athene, en Theophilus van Antiochië God als transcendent en eeuwig, vrij van beperkingen door tijd of ruimte, en getooid met de grootste bovennatuurlijke macht en glorie.
De apologeet Justinus de Martelaar beschreef in zijn geschriften een transcendent begrip van God, dat deels werd beïnvloed door het Middenplatonisme. God is de eeuwige, onbeweeglijke, onveranderlijke bron en heerser van het universum, naamloos en onbeschrijfelijk, ongeschapen, ver weg in de hemel, Zijn schepselen aanschouwend, maar niet in staat met hen te communiceren. Tatianus en Athenagoras beschreven soortgelijke ideeën. Athenagoras vatte samen dat God "ongeschapen, eeuwig, onzichtbaar, ondoorgrondelijk, onbegrijpelijk en oneindig" is, en alleen toegankelijk via het verstand.
Theophilus benadrukte de transcendentie van God en wees erop dat alle andere betekenissen verwijzen naar Zijn eigenschappen en handelingen, maar niet naar Zijn wezen zelf. Een vergelijkbare opvatting werd gehuldigd door Albinos en in het Corpus Hermeticum.
Een nog onpersoonlijker leer van God was van Clemens van Alexandrië. Voor hem was God onlichamelijk, vormloos en zonder attributen. Hij stond boven ruimte en tijd, deugd en goedheid, en zelfs boven de monade. De menselijke geest kan God niet begrijpen; de beste manier om een idee van Hem te krijgen, is via het negatieve proces kat aphairesin. Kortweg betekent dit dat een juist begrip van God alleen te bereiken is door het wegdenken van alle contingentie, worden, vorm, beweging en plaats. Al deze uitspraken wijzen op parallellen met Philo, waarvan Clemens het werk kende, net als met het middenplatonisme en gnosticisme. In tegenstelling tot Plotinus' "Ene" was de God van Clemens een wezen met mentale vaardigheden, terwijl Plotinus' "Ene" de primaire bron van deze mentale vaardigheden is.
Christelijke denkers ontdekten al snel de consequenties van de ondoorgrondelijkheid van God. Origenes wees duidelijk op de tegenstelling tussen de steeds negatieve theologie en positieve taal van de Bijbel en kwam tot de conclusie dat alle plaatsen waarin God wordt beschreven met antropomorfe kenmerken - zoals Zijn lijden, Zijn angst en Zijn woede - allegorisch moeten worden opgevat. Origenes begint zijn verhandeling De principiis met kritiek op degenen die geloven dat God een lichaam heeft. God is onbegrijpelijk en het is onmogelijk om zich een voorstelling van Hem te maken. Hij is een onzichtbare intelligentie die geen ruimte nodig heeft, net als de menselijke intelligentie geen ruimte nodig heeft. In zijn latere commentaar op Matteüs wijzigt Origenes zijn interpretatie. Hij schreef daarin over de goddelijke Logos, die leed en van mensen hield. In die zin is God in staat om menselijke emoties te voelen als Hij zich met menselijke aangelegenheden bezighoudt. Hoewel Origenes in een later geschrift de ondoorgrondelijkheid van God weer verwierp, bepaalde deze leer de christelijke theologie tot in de 20e eeuw.

### Drie-eenheid
In het Nieuwe Testament komt de term 'Drie-eenheid' niet voor. In het vroege christendom gingen het debat in belangrijke mate over de verhouding tussen God en Christus en tussen een goddelijke Christus en de historische Jezus, wat later christologie werd genoemd. In de eerste eeuwen van het christendom was er geen duidelijk of eenduidig omschreven theologie. Toch werden er al vroeg grenzen gesteld aan extreme variaties van christologie zoals het adoptianisme (Jezus werd bij de doop door God geadopteerd) of docetisme (Jezus was puur goddelijk en verscheen alleen als mens). Onder de verschillende experimenten, bevonden zich er enkele - zoals adoptionisme en modalistisch monarchianisme (de Vader en de Zoon zijn "slechts" verschillende verschijningsvormen van één God) - die door vooraanstaande Kerkvaders unaniem werden verworpen als ketterij.
Athenagoras was de eerste christelijke auteur die zich specifiek met het probleem van de doctrine van de Drie-eenheid bezighield. Hij verdedigde de leer van de eenheid van God. De Zoon van God is "de Logos van de Vader in volmaakte vorm (idea) en kracht (energeia)", en de Heilige Geest is een emanatie van God. De eerste overgeleverde boek over de Drie-eenheid is geschreven door Novatianus.
Tijdens het Concilie van Nicaea (325) werd de gelijkwaardigheid van de Vader en de Zoon vastgelegd. In de Geloofsbelijdenis van Nicea wordt de Griekse term ὁμοούσιον (homoousios, "één in wezen") gebruikt om de relatie tussen Christus en God de Vader te beschrijven op een manier die aan de ene kant de goddelijkheid van Jezus Christus benadrukte en aan de andere kant de eenheid van God bewaren moest. De Heilige Geest werd kort vermeld om het geloof te bevestigen dat dit een van de Vader en Zoon gescheiden goddelijke entiteit is.
In 381 op het Concilie van Constantinopel I werd de Heilige Geest aan deze goddelijke gelijkwaardigheid toegevoegd en het geloof in de Drie-eenheid officieel bevestigd. De doctrine van de Drie-eenheid werd opnieuw bevestigd in de tussen 381 en 428 geschreven Geloofsbelijdenis van Athanasius. Op het Concilie van Chalcedon in 451 werd vastgesteld dat Jezus zowel God als mens was. Tussen het idee dat er drie verschillende goden zouden zijn (tritheïsme) en dat er drie verschillende aspecten van één God zijn (monarchianisme), werd een middenweg als compromis gevonden.
Niet alle christelijke stromingen ondersteunen deze visie. Het arianisme, een christelijke stroming in de 4e eeuw wees de eenheid van Vader en Zoon al af; tegenwoordig wijzen onder meer de Jehova's getuigen en de Kerk van Jezus Christus van de Heiligen der Laatste Dagen de leer af.

#### God de Vader
Het eerste aspect van God is de 'Hemelse Vader', de schepper van hemel en aarde. Volgens het christendom komt dit aspect van God overeen met de Oud-Testamentische God van het jodendom. De mensen zijn geschapen 'naar Zijn beeld'; de mensheid wordt gezien als 'kinderen van God'.

#### Jezus Christus, de Zoon
Het christendom leert dat God zijn eniggeboren Zoon Jezus naar de wereld heeft gezonden om de mensheid te bevrijden van de zonde. Jezus is zowel God als mens. Ook is hij de tweede persoon in de goddelijke Drie-eenheid.
Hij werd door Paulus de 'ontlediging van God' genoemd (Filippenzen 2:6-8): slechts dóór hem kunnen wij de Vader kennen. Zijn leven wordt ook door veel niet-christenen als een navolgenswaardig moreel voorbeeld gezien.

#### De Heilige Geest
Het derde aspect van God binnen het christendom is de Heilige Geest. De Heilige Geest wordt beschouwd als de Geest van God en wordt doorgaans gesymboliseerd in de vorm van een duif of een vuurvlam. Het beeld van de duif komt van de doop van Jezus, beschreven in het Evangelie volgens Matteüs waarbij 'de Geest van God als een duif op hem neerdaalde' (Matteüs 3:16). Het beeld van de vlam komt uit het Bijbelboek Handelingen, waar staat dat er een soort vlammen verschenen 'die zich als vuurtongen verspreidden en zich op ieder van hen neerzetten', waarna ze vervuld werden van de Heilige Geest (Handelingen 2:3,4).

### Andere ideeën in dePatristiek
Basilius van Caesarea maakte een onderscheid tussen enerzijds de aard en de substantie van God, die volledig ontoegankelijk was, en anderzijds de goddelijke krachten. Het zouden deze krachten zijn waarmee God ingrijpt in de wereld en ze zouden een sterke verbinding hebben met de Heilige Geest.
De geschriften van Pseudo-Dionysius hebben veel gemeen met het neoplatonisme van Plotinus. In de oosterse kerken was hun invloed groot en van onbetwiste orthodoxie. De geschriften van Pseudo-Dionysus benadrukken de volledige onbegrijpelijkheid van de goddelijke natuur en benadrukten de goddelijke krachten. Zowel positieve als negatieve theologie is noodzakelijk: de positieve om in de wereld symbolen te vinden voor God en de negatieve om aan te tonen dat er geen aanduiding voor de natuur van God bestaat.
Augustinus van Hippo beschouwde God als alwetend, almachtig, alomtegenwoordig, moreel superieur en als de Schepper van het universum ex nihilo. Ondanks al deze eigenschappen is God eenvoudig. Door een interpretatie van het concept tijd probeerde Augustinus de christelijke leer van de onveranderlijkheid van God te verzoenen met de schepping van de wereld.

## Middeleeuwen en Renaissance
In de achtste eeuw greep Johannes Damascenus in zijn "Een nauwkeurige uiteenzetting van het orthodoxe geloof" duidelijk terug op Pseudo-Dionysus. De oostelijke interpretatie werd het meest duidelijk in de 14e-eeuwse door Gregorius Palamas geuit, namelijk dat het wezen en de energie twee aspecten van dezelfde existentie van God waren.
Thomas van Aquino probeerde, in het kader van de Natuurlijke theologie, uit te leggen dat geloof niet irrationeel is. Hij beschreef steeds hogere vormen van materieloze vorm, met als hoogste vorm God als pure vorm zonder materie, volmaakt en daarmee onveranderlijk. Voor Thomas was de goddelijke wil aan de goddelijke wijsheid ondergeschikt. Deze idee van een God, wiens almachtige wil gericht is op het goede en het juiste, grijpt terug op de kerkvaders.
Nicolaus Cusanus beschreef zijn ideeën over God deels aan de hand van wiskundige analogieën en introduceerde vijf benamingen voor God. Ten eerste is God het Absolute maximum. Met de term coincidentia oppositorum (de eenheid van tegenstellingen) bracht hij tot uitdrukking dat de relatie van God tot de dingen van de wereld met de oneindige lijn kan worden vergeleken die alle eindige geometrische objecten zoals lijnen, driehoeken en cirkels bevat en voortbrengt. Cusanus stelde dat God op soortgelijke wijze boven al het eindige en tegenstrijdige uit gaat. Tegelijkertijd is God het Onbegrijpelijke. Deze definitie moet duidelijk maken dat het, ondanks alle wiskundige analogieën, onmogelijk zou zijn om Gods natuur te doorgronden door middel van de rede. Daarnaast noemde hij God het Niet-Andere en het Zijn-Kunnen van alles. Hoewel Gods essentie niet te bevatten zou zijn voor ons verstand, zou het toch beschreven kunnen worden door middel van vergelijkingen.

## Moderne theologie
Ondanks het scepticisme van Hume was in de Engels sprekende wereld William Paley's argument van de kosmische horlogemaker voor veel gelovigen overtuigend, zodat Darwins evolutietheorie de kerken voor een probleem stelde. Om de evolutie met het theïsme te verzoenen, ontwikkelden theologen het theïstisch evolutionisme, waarin God de ontwikkeling van het leven stuurt.
Albrecht Ritschl, die werd beïnvloed door Kants uitspraken over ethiek, beschouwde het geloof in God als een ethisch en niet als een ontologisch vraagstuk. Theologie raakt uitspraken over ethiek en niet over feiten. God is dus het hoogste morele, en niet een wezen waarvan het bestaan of niet-bestaan moet worden bewezen.
Pas in de 20e eeuw vond (deels) een terugkeer naar antropomorfe beelden van God plaats. Karl Barth ontkende dat God kenbaar is voor de menselijke rede en beriep zich daarbij op de Heilige Schrift. De mensheid is volledig afhankelijk van Gods openbaring in Jezus Christus. Theologen als Dietrich Bonhoeffer en Jürgen Moltmann benadrukten echter het lijden van God. Voor Bonhoeffer kon slechts een bewuste, hulpeloze God helpen. Voor Alfred North Whitehead was God helemaal coherent met de wereld, iedere gebeurtenis is bepaald door God. Charles Hartshorne werkte de pantheïstische ideeën van Whitehead verder uit. Hij speelde een belangrijke rol in de ontwikkeling van procestheologie.
Hoewel theologen hadden gesteld dat God aseksueel is, wezen feministische theologen op het mannelijke christelijke beeld van God. Er zijn feministen die geloven dat de christelijke God noodzakelijkerwijs patriarchaal is (zoals Mary Daly); anderen geloven dat de christelijke God een bevrijder is, die de mensheid kan verlossen van het patriarchaat (zoals Rosemary Radford Ruether en Letty Russell).
Sommige christelijke denkers, zoals Karl Heim, doen pogingen de christelijke theologie in overeenstemming te brengen met recente wetenschappelijke ontdekkingen, bijvoorbeeld met de kwantummechanica.
De Rooms-Katholieke Kerk stelde in 1965 in de pauselijke verklaring Nostra Ætate ('In onze tijd') dat zowel de joden als de moslims dezelfde ene God aanbidden.

## Naam van God
Voor de auteurs van het Nieuwe Testament was "hun" God vanzelfsprekend de God van het jodendom. Sinds 300 v.Chr. werd in het jodendom het noemen en schrijven van de naam van God vermeden. In Exodus 3:13-14 verwijst God naar zichzelf met de naam יהוה (JHWH of JHVH). JHWH is waarschijnlijk afgeleid van הוה (HWH), zijn; de betekenis is dan ‘hij is’ of ‘hij zal zijn’ (derde persoon mannelijk enkelvoud, onvoltooide tijd) of het is een causatieve vorm van הוה, vormen, veroorzaken te zijn; de naam betekent dan ‘hij veroorzaakt (zal veroorzaken) te worden.’ Vooral vanwege het derde gebod van de Tien geboden (‘Misbruik de naam van de HEER, uw God, niet’), zijn er verschillende "namen" voor God bedacht zoals Adonai (Heer) in het Hebreeuws. Daarnaast wordt de naam JHWH ook wel ongevocaliseerd gebruikt. In het Nieuwe Testament wordt dan ook naar God verwezen met κύριος, kurios, "Heer" of Θεός, theos, "God".

### Titels en aanduidingen
Omdat zowel Jezus als Paulus naar God verwezen met het Aramese אבא (abba; Hebreeuws: אב, "ab", "vader" - Marcus 14:36, Romeinen 8:15 en Galaten 4:6) en het Onzevader begint met "Onze Vader, Die in de Hemelen zijt, Uw Naam worde geheiligd...", wordt God binnen het christendom vaak aangesproken met "Vader". In de Apostolische geloofsbelijdenis en geloofsbelijdenis van Nicea-Constantinopel wordt naar God verwezen met "almachtige Vader, Schepper van hemel en aarde".
Jakobus 1:17 verwijst naar God als "Vader der lichten". In Openbaring wordt de titel "το 'Α' και το 'Ω'" ("Alfa en Omega") gebruikt (Openbaring 1:8 en 21:6 en 22:13) of "ὁ πρῶτος καὶ ὁ ἔσχατος" ("de eerste en de laatste" - Openbaring 2:8).
Andere titels en aanduidingen van God in het christendom zijn:
- Aanwezige
- De Almachtige
- de Eeuwige
- Eeuwige Vader
- Enige
- Ik ben (vooral in het Evangelie volgens Johannes)
- Jahwe of Jahweh (vroeger redelijk algemeen, heden wordt uit respect voor het Jodendom en om de wederzijdse relatie te verbeteren deze naam niet meer gehanteerd tijdens openbare momenten of geschriften[bron?])
- Jehova of Jehovah (hoofdzakelijk bij Jehova's getuigen)
- Levende
- Onnoembare
- Vredevorst

## Eigenschappen van God
Christenen erkennen op grond van de Bijbel of dogma's enkele specifieke eigenschappen van God, die niet in alle andere monotheïstische religies worden erkend.
Christenen geloven dat God een wil en een persoonlijkheid heeft en een almachtig, goddelijk, oneindig goed, liefdevol en barmhartig wezen is, waartoe een mens zich kan verhouden. Soms wordt het beeld van een vader of moeder gebruikt om deze eigenschap te verbeelden. Van God wordt gewoonlijk aangenomen dat hij de eigenschappen heeft van heiligheid (los van zonde en onvergankelijk), rechtvaardigheid (redelijk, juist en waarachtig in al zijn oordelen), almacht, alwetendheid, allen liefhebbend, alomtegenwoordigheid en onsterfelijkheid.
Een kernstuk in de christelijke theologie is de vergeving van de zonden. God vergeeft hen die daar oprecht vergeving voor vragen.